# Mozambik na Letnich Igrzyskach Olimpijskich 1984
Reprezentacja Mozambiku na Letnich Igrzyskach Olimpijskich 1984 liczyła dziewięcioro zawodników (8 mężczyzn i 1 kobietę). Mozambik miał swoich przedstawicieli w 2 spośród 23 rozgrywanych dyscyplin. Zawodnicy z tego kraju nie zdobyli żadnego medalu. Chorążym reprezentacji Mozambiku był Daniel Firmino, który nie brał udziału w dyscyplinach sportowych. Najmłodszym reprezentantem Mozambiku na Letnich Igrzyskach Olimpijskich 1984 był 17-letni pływak Pedro Cruz, a najstarszym przedstawicielem tego kraju była jedyna kobieta w składzie Mozambiku, lekkoatletka specjalizująca się w biegach sprinterskich – 42-letnia Binta Jambane. Ośmioro zawodników reprezentowało swój kraj na igrzyskach po raz pierwszy. Tylko 17-letni Pedro Cruz wystartował na poprzednich igrzyskach w Moskwie mając wówczas zaledwie 13 lat i 224 dni, dzięki czemu stał się jednym z najmłodszych olimpijczyków w historii(najmłodszym w historii jest medalista pierwszych nowożytnych igrzysk 1896, mający wtedy nieco ponad 10 lat grecki gimnastyk Dimitrios Loundras).
Był to drugi start tej reprezentacji na igrzyskach olimpijskich. Najlepszym wynikiem, jaki osiągnęli reprezentanci tego kraju na Letnich Igrzyskach Olimpijskich 1984, była 20. pozycja, którą zajęła męska sztafeta 4 × 400 metrów w składzie: Leonardo Loforte, Pedro Gonçalvo, André Titos, Henrique Ferreira.

## Tło startu
Narodowy Komitet Olimpijski Mozambiku powstał w 1979 roku, a Międzynarodowy Komitet Olimpijski zatwierdził go tego samego roku podczas 81. sesji Międzynarodowego Komitetu Olimpijskiego odbywającej się w Montevideo w Urugwaju. Od tego czasu Komitet Olimpijski tegoż kraju zgłasza reprezentacje narodową do udziału w najważniejszych imprezach międzynarodowych, takich jak igrzyska afrykańskie czy igrzyska olimpijskie. Mozambik ma niewielkie tradycje sportowe. Świadczy o tym fakt, że do Igrzysk w Los Angeles, Mozambijczycy nie zdobywali żadnych medali w najważniejszych imprezach międzynarodowych (ani w igrzyskach afrykańskich, ani w innych mistrzostwach).
Mozambik jest jednym z najbiedniejszych państw świata. Przyczyną takiego stanu rzeczy jest konflikt wojenny z RPA, który miał miejsce w latach 80. XX wieku. Spowodował on śmierć ponad miliona ludzi.
Mozambik na letnich igrzyskach olimpijskich zadebiutował w 1980 roku. Jego reprezentanci do czasu startu w igrzyskach w Los Angeles nie zdobyli żadnego medalu olimpijskiego.

## Statystyki według dyscyplin
Spośród dwudziestu trzech dyscyplin sportowych, które Międzynarodowy Komitet Olimpijski włączył do kalendarza igrzysk, reprezentacja Mozambiku wzięła udział w dwóch. Najliczniejsza grupa sportowców startowała w lekkoatletyce – 7.
| Lp.     | Sport         | Mężczyźni | Kobiety | Łącznie |
| ------- | ------------- | --------- | ------- | ------- |
| 1.      | Lekkoatletyka | 6         | 1       | 7       |
| 2.      | Pływanie      | 2         | 0       | 2       |
| Łącznie | Łącznie       | 8         | 1       | 9       |

## Lekkoatletyka
Mozambik w lekkoatletyce reprezentowało siedmioro zawodników (trzech wystartowało w jednej konkurencji natomiast czworo wystąpiło w dwóch konkurencjach).
Jako pierwszy podczas igrzysk w Los Angeles wystartował Vicente Daniel, który wziął udział w rywalizacji biegaczy na 100 metrów. Eliminacje tej konkurencji rozpoczęły się 3 sierpnia. Daniel startował z pierwszego toru w pierwszym biegu eliminacyjnym. Z wynikiem 10,81 zajął 6. miejsce w swoim biegu eliminacyjnym, co w łącznej klasyfikacji dało mu 54. miejsce na 81 sklasyfikowanych zawodników (odpadł z rywalizacji o medale). Zwycięzcą tej konkurencji został Carl Lewis ze Stanów Zjednoczonych.
Jako drugi wystartował André Titos, który wziął udział w rywalizacji średniodystansowców w biegu na 800 metrów. Eliminacje tej konkurencji rozpoczęły się 3 sierpnia. Titos startował z piątego toru w pierwszym biegu eliminacyjnym. Z wynikiem 1:51,73 zajął 6. miejsce w swoim biegu eliminacyjnym, co w łącznej klasyfikacji dało mu 50. miejsce na 72 sklasyfikowanych zawodników (nie przeszedł przez kwalifikacje). Zwycięzcą tej konkurencji został Brazylijczyk Joaquim Cruz.
Kolejnym Mozambijczykiem startującym w lekkoatletyce był 22-letni Domingos Mendes, specjalizujący się w biegu na 400 metrów przez płotki. Eliminacje tej konkurencji rozpoczęły się 3 sierpnia. Mendes startował z siódmego toru w czwartym biegu eliminacyjnym. Z wynikiem 54,52 zajął ostatnie, 8. miejsce w swoim biegu eliminacyjnym, co w łącznej klasyfikacji dało mu 42. miejsce na 45 sklasyfikowanych zawodników (podobnie jak jego koledzy z drużyny, Mendes zakończył swój udział w igrzyskach na eliminacjach). Najlepszym płotkarzem okazał się Edwin Moses ze Stanów Zjednoczonych.
Następną reprezentantką Mozambiku była 42-letnia Binta Jambane specjalizująca się w biegach sprinterskich (100 i 200 metrów). Najpierw wystartowała 4 sierpnia w tej pierwszej konkurencji. Jambane rozpoczęła rywalizację od biegu eliminacyjnego nr 2, w którym to wystartowała z siódmego toru. Mimo iż wynikiem 12,55 zajęła przedostatnie, 5. miejsce, uzyskała awans do następnej fazy, jaką był ćwierćfinał. Te odbyły się jeszcze tego samego dnia; startowała w pierwszym ćwierćfinale, gdzie trafiła na tor nr 2. Uzyskawszy wynik 12,57, zajęła ostatnie, 8. miejsce, a w generalnej klasyfikacji po biegach ćwierćfinałowych wyprzedziła tylko reprezentantkę Kongo, Françoise M'Pikę (do ćwierćfinałów dostało się 31 zawodniczek, tak więc Jambane zakończyła stumetrówkę na 30. miejscu). Najlepszą na tym dystansie okazała się Evelyn Ashford ze Stanów Zjednoczonych.
8 sierpnia wystartowała także w biegach eliminacyjnych na 200 metrów, gdzie startowała w piątym biegu z piątego toru. Uzyskawszy wynik 25,14 zajęła ostatnie, 6. miejsce, i mimo iż do ćwierćfinałów kwalifikowało się pięć najlepszych zawodniczek z każdego biegu (i dwie z czasami), znalazła się w gronie pięciu zawodniczek, które odpadły już po eliminacjach. Ostatecznie Jambane zajęła 34. miejsce (na 37 zawodniczek). Zwyciężyła Amerykanka Valerie Brisco-Hooks.
Jako piąty wystartował Leonardo Loforte, który wziął udział w rywalizacji sprinterów w biegu na 400 metrów. Eliminacje tej konkurencji rozpoczęły się 4 sierpnia. Loforte startował z szóstego toru w ósmym biegu eliminacyjnym. Z wynikiem 47,07 zajął 4. miejsce w swoim biegu eliminacyjnym, co nie dało mu awansu do następnej rundy. W łącznej klasyfikacji dało mu to 42. miejsce na 80 sklasyfikowanych zawodników. Zwycięzcą tej konkurencji został Alonzo Babers ze Stanów Zjednoczonych.
Ostatnim Mozambijczykiem, który startował indywidualnie był Henrique Ferreira, który wziął udział w rywalizacji sprinterów w biegu na 200 metrów. Eliminacje tej konkurencji rozpoczęły się 6 sierpnia. Ferreira startował z zewnętrznego, ósmego toru w siódmym biegu eliminacyjnym. Z wynikiem 21,87 zajął 5. miejsce w swoim biegu eliminacyjnym, co nie dało mu awansu do następnej rundy. W łącznej klasyfikacji zajął ex aequo 52. miejsce (na 76 sklasyfikowanych zawodników) z reprezentantem Seszeli, którym był Denis Rose. Zwycięzcą tej konkurencji został Carl Lewis ze Stanów Zjednoczonych.
Narodowy Komitet Olimpijski Mozambiku wystawił także czterech zawodników w drużynowej sztafecie 4 × 400 metrów. W jej skład wchodzili wspomnieni wcześniej Loforte, Titos i Ferreira oraz jeden zawodnik, który wystąpił tylko w sztafecie, a mianowicie Pedro Gonçalvo. Mozambijczycy swój występ rozpoczęli w eliminacjach. Sztafeta mozambicka wystartowała w pierwszym biegu eliminacyjnym. Mozambik uzyskał czas 3:08,95, który nie wystarczył, aby awansować do następnej rundy (w klasyfikacji generalnej zajęli 20. miejsce na 24 startujące ekipy). Zdecydowanymi zwycięzcami tej konkurencji zostali Amerykanie wyprzedzając o 10 metrów kolejną ekipę, tj. Wielką Brytanię.
Mężczyźni
| Zawodnik                                                      | Konkurencja                     | Eliminacje | Eliminacje | Ćwierćfinał | Ćwierćfinał | Półfinał | Półfinał | Finał    | Finał   |
| Zawodnik                                                      | Konkurencja                     | Rezultat   | Miejsce    | Rezultat    | Miejsce     | Rezultat | Miejsce  | Rezultat | Miejsce |
| ------------------------------------------------------------- | ------------------------------- | ---------- | ---------- | ----------- | ----------- | -------- | -------- | -------- | ------- |
| Vicente Daniel                                                | bieg na 100 metrów              | 10,81      | 6.         | NQ          | NQ          | NQ       | NQ       | NQ       | 54.     |
| Henrique Ferreira                                             | bieg na 200 metrów              | 21,87      | 5.         | NQ          | NQ          | NQ       | NQ       | NQ       | 52.     |
| Leonardo Loforte                                              | bieg na 400 metrów              | 47,07      | 4.         | NQ          | NQ          | NQ       | NQ       | NQ       | 42.     |
| André Titos                                                   | bieg na 800 metrów              | 1:51,73    | 6.         | NQ          | NQ          | NQ       | NQ       | NQ       | 50.     |
| Domingos Mendes                                               | bieg na 400 metrów przez płotki | 54,52      | 8.         | —           | —           | NQ       | NQ       | NQ       | 42.     |
| Leonardo Loforte André Titos Henrique Ferreira Pedro Gonçalvo | sztafeta 4 × 400 metrów         | 3:08,95    | 6.         | —           | —           | NQ       | NQ       | NQ       | 20.     |

| Zawodniczka   | Konkurencja        | Preeliminacje | Preeliminacje | Eliminacje | Eliminacje | Półfinał | Półfinał | Finał    | Finał   |
| Zawodniczka   | Konkurencja        | Rezultat      | Miejsce       | Rezultat   | Miejsce    | Rezultat | Miejsce  | Rezultat | Miejsce |
| ------------- | ------------------ | ------------- | ------------- | ---------- | ---------- | -------- | -------- | -------- | ------- |
| Binta Jambane | bieg na 100 metrów | 12,55         | 5. QU         | 12,57      | 8.         | NQ       | NQ       | NQ       | 30.     |
| Binta Jambane | bieg na 200 metrów | 25,14         | 6.            | NQ         | NQ         | NQ       | NQ       | NQ       | 34.     |

## Pływanie
Mozambik w pływaniu reprezentowało dwóch zawodników, którzy wystąpili w trzech konkurencjach.
Pierwszym reprezentantem Mozambiku w pływaniu był 18-letni Domingos Chivavele, który wystartował w wyścigu na 100 metrów stylem dowolnym. Eliminacje tej konkurencji rozpoczęły się 31 lipca. Chivavele startował w szóstym wyścigu eliminacyjnym. Z wynikiem 1:01,35 zajął ostatnie, 8. miejsce w swoim wyścigu eliminacyjnym i tym samym nie awansował do następnej fazy zawodów (w łącznej klasyfikacji zajął 65. miejsce na 68 sklasyfikowanych zawodników). Zwycięzcą tej konkurencji został reprezentant Stanów Zjednoczonych, Rowdy Gaines.
Kolejnym reprezentantem Mozambiku był Pedro Cruz, który wystartował w dwóch konkurencjach – w wyścigu na 200 metrów stylem zmiennym oraz na 100 metrów stylem grzbietowym. Eliminacje tej drugiej rozpoczęły się 3 sierpnia. Cruz startował w piątym wyścigu eliminacyjnym. Z wynikiem 1:10,86 zajął ostatnie, 7. miejsce w swoim wyścigu eliminacyjnym i tym samym nie awansował do następnej fazy zawodów (w łącznej klasyfikacji zajął 42. miejsce na 45 sklasyfikowanych zawodników). Zwycięzcą został Rick Carey ze Stanów Zjednoczonych.
Następną, a zarazem ostatnią konkurencją, w której brał udział, był wyścig na 200 metrów stylem zmiennym. Eliminacje tej konkurencji rozpoczęły się 4 sierpnia. Cruz startował w piątym wyścigu eliminacyjnym. Z wynikiem 2:35,99 zajął przedostatnie, 7. miejsce w swoim wyścigu eliminacyjnym (jeden zawodnik został zdyskwalifikowany) i tym samym nie awansował do następnej fazy zawodów (w łącznej klasyfikacji zajął ostatnie, 42. miejsce wśród zawodników sklasyfikowanych). Zwycięzcą tego wyścigu został Kanadyjczyk Alex Baumann.
Mężczyźni
| Zawodnik           | Konkurencja             | Eliminacje | Eliminacje | Finał B | Finał B | Finał | Finał   |
| Zawodnik           | Konkurencja             | Czas       | Miejsce    | Czas    | Miejsce | Czas  | Miejsce |
| ------------------ | ----------------------- | ---------- | ---------- | ------- | ------- | ----- | ------- |
| Domingos Chivavele | 100 m stylem dowolnym   | 1:01,35    | 65.        | NQ      | NQ      | NQ    | NQ      |
| Pedro Cruz         | 100 m stylem klasycznym | 1:10,86    | 42.        | NQ      | NQ      | NQ    | NQ      |
| Pedro Cruz         | 200 m stylem zmiennym   | 2:35,99    | 42.        | NQ      | NQ      | NQ    | NQ      |